# Oliver Twist (pel·lícula de 1922)
Oliver Twist és una pel·lícula muda de 1922 dirigida per Frank Lloyd basada en la novel·la homònima de Charles Dickens.

## Argument
Oliver Twist (Jackie Coogan) és un nen orfe que li porten a un orfenat. A causa del mal tractament que se li dona, un dia decideix escapar-se a Londres. Tot just arribar a la ciutat coneix Artful Dodger (Edouard Trebaol) qui li dona acollida. Amb la innocència d'un nen de 10 anys, sense adonar-se s'endinsa en una banda de nois carteristes dirigit pel malvat Fagin (Lon Chaney).

## Repartiment
- Jackie Coogan (Oliver Twist)
- Lon Chaney (Fagin)
- Edouard Trebaol (Artful Dodger)
- George Siegmann (Bill Sikes)
- Gladys Brockwell (Nancy)
- James A. Marcus (Bumble)
- Aggie Herring (Mrs. Corney)
- Nelson McDowell (Mr. Sowerberry)
- Lewis Sargent (Noah Claypole)
- Joan Standing (Charlotte)
- Carl Stockdale (Monks)
- Taylor Graves (Charley Bates)
- Lionel Belmore (Mr. Brownlow)
- Florence Hale (Mrs. Bedwin)
- Joseph Hazelton (Mr. Grimwig)
- Gertrude Claire (Mrs. Maylie)
- Esther Ralston (Rose Maylie)
- Eddie Boland (Toby Crackit)

## Comentaris
Basat en la novel·la homònima de Charles Dickens. Ha estat doblada al català.

## Altres adaptacions
- Oliver Twist (pel·lícula de 1909)
- Oliver Twist (pel·lícula de 1912)
- Oliver Twist (pel·lícula de 1920)
- Oliver Twist (pel·lícula de 1933)
- Oliver Twist (pel·lícula de 1948)
- Oliver Twist (pel·lícula de 1982)
- Oliver Twist (pel·lícula de 2005)